# Osiny (Kieleńska Huta)
Osiny – część wsi Kieleńska Huta w Polsce, położona w województwie pomorskim, w powiecie wejherowskim, w gminie Szemud. Wchodzą w skład sołectwa Kieleńska Huta.
W latach 1975–1998 Osiny administracyjnie należały do województwa gdańskiego.